# Ganderbal (distrikt)
Ganderbal är ett distrikt i Indien.   Det ligger i unionsterritoriet Jammu och Kashmir, i den norra delen av landet, 700 km norr om huvudstaden New Delhi.